# Cantó de Saint-Georges-lès-Baillargeaux
El cantó de Saint-Georges-lès-Baillargeaux és un cantó francès del departament de la Viena, situat al districte de Poitiers. Té 4 municipis i el cap és Saint-Georges-lès-Baillargeaux.

## Municipis
- Dissay
- Jaunay-Clan
- Saint-Cyr
- Saint-Georges-lès-Baillargeaux

## Història
| Data d'elecció                           | Identitat       | Partit                        | Qualitat |
| ---------------------------------------- | --------------- | ----------------------------- | -------- |
| 1951-1973                                | Gérard Girault  | Independent                   |          |
| 1973-                                    | Francis Girault | UDF-PR, després divers droite |          |
| les dades anteriors no són pas conegudes |                 |                               |          |
|                                          |                 |                               |          |

## Demografia
| A partir de 1990: Població sense dobles comptes |